# Beni Maouche
Beni Maouche là một đô thị thuộc tỉnh Béjaïa, Algérie. Dân số thời điểm năm 2002 là 15.157 người.